# Fabio Carito
Fábio Lempo Carito, mais conhecido como Fabio Carito (Rio de Janeiro, 18 de março de 1986), é baixista, letrista e compositor. Hoje, é baixista da banda alemã de power metal Metalium e do projeto Geek Gameration, que consiste em fazer releituras de trilhas sonoras clássicas de jogos dos anos 90 com a temática heavy metal.
Foi integrante da banda solo do vocalista Warrel Dane (Nevermore/Sanctuary/Solo) até seu falecimento em 2017. Também é sideman de artistas como Tim "Ripper" Owens (Judas Priest/Iced Earth/Yngwie Malmsteen), Udo Dirkschneider (Accept/U.D.O), Roland Grapow (Helloween/Masterplan) e Edu Falaschi (Angra/Almah/Solo), onde excursiona em territórios nacionais e internacionais. Também foi baixista da banda solo de Ricardo Confessori (Angra/Shaman) entre 2016 e 2023 e da banda Shadowside , de 2011 até 2015. Todas as bandas são do gênero conhecido como heavy metal.

## Biografia[3]
Fábio começou a demonstrar interesse na música logo cedo e ainda criança, frequentou aulas de flauta doce, que duraram por 4 anos. Quando o rock entrou em sua vida de vez, já na adolescência, resolveu que gostaria de aprender algum instrumento que tivesse conexão com o estilo. Ao ver um show do Iron Maiden na casa de um colega de escola, e por consequência assistir Steve Harris performar e apontar seu baixo para o público, Fábio sem querer já havia decidido seu instrumento. Porém, em diversas entrevistas o mesmo já afirmou que "foi escolhido" pelo contrabaixo, e não o contrário.
Estudando por conta própria e posteriormente tendo poucas aulas domiciliares, não demorou para começar a praticar com bandas covers locais para adquirir experiência do ao vivo, rotina essa que durou alguns anos. Também se matriculou em um conservatório para aprender técnicas de canto, onde descobriu que também tinha o registro de barítono, e, por isso, faz uso de backing vocals até os dias de hoje.
Após se concentrar em bandas covers, tocando por todo o país, Fábio resolve se aventurar em bandas autorais. Nessa nova jornada de material próprio gravou alguns registros de maneira independente com as bandas DoomWarriors, Firefly Witch, Orkhestra Project e Instincted. Também aperfeiçoou seu lado como letrista. Nesta época, no que se refere à letras, já era fortemente influenciado por músicos como Neil Peart (Rush), Mike Portnoy (Dream Theater), Warrel Dane e o próprio Steve Harris. É de sua preferência que prefere escrever letras a compor melodias.
Hoje, é conhecido por sua maneira peculiar de compor suas linhas de contrabaixo, onde utiliza vários pedais de efeitos, além de executar muitas ideias em contraponto, evidenciando sua característica e utilizando seus baixos de 4 e 5 cordas em diversas afinaçõe,s além da padrão (bemol/Drop C) para sobressair o peso nas músicas. Opta por utilizar sempre cordas com um calibre mais pesado, como a tensão 0.50, para equilibrar os instrumentos por causa da baixa afinação utilizada.
No final de 2011 é convidado para entrar na banda santista Shadowside, onde permaneceu até 2015, sendo hoje substituído por Magnus Rosén (Ex-Hammerfall). Em 2012 para promover o disco "Inner Monster Out" foi realizado shows por todo o território nacional e em 2013 uma turnê internacional com 36 datas pela Europa ao lado das bandas alemãs Helloween e Gamma Ray. Em 2014, grava com a banda seu único registro oficial, o clipe para a música "Habitchual".
No segundo semestre de 2013, é lançado seu primeiro DVD instrucional, chamado "...Is all bass I am", onde todos os baixos do primeiro EP da banda Instincted são executados com o auxílio de 3 câmeras, tablaturas e infográficos. Com o resultado desta experiência, são agendados workshops pela região Nordeste do Brasil.
Já no final de 2013, ingressa na banda de apoio do vocalista americano Warrel Dane (Nevermore/Sanctuary) para realizar uma turnê em território brasileiro em 2014. O sucesso foi tão grande que no ano seguinte a turnê foi repetida, porém agora com o atrativo da celebração do CD "Dead Heart, in a Dead World", clássico do Nevermore que completou 15 anos em 2015, sendo ele tocado em sua íntegra. A partir daí, inicia-se uma longa relação profissional com Warrel, com mais 2 turnês nacionais e internacionais, entre 2015 e 2017. Foi lançado o segundo disco solo de Warrel Dane de forma póstuma, "Shadow Work", pela Century Media Records.
Em 2016, através de um convite da TC7 Produções, aceita o trabalho para ser sideman de Ricardo Confessori, onde relembra os principais sucessos de sua carreira no Angra e Shaman, com convidados especiais como Rafael Bittencourt, Luís Mariutti, Marcello Pompeu (Korzus) e Bruno Sutter, o Detonator do Massacration. Este vínculo durou até o começo de 2023.
Em 2017, lança seu segundo trabalho com a Instincted, chamado "If", que além de conter um Lyric Video para a música "Intensity", também conta com a participação de Warrel Dane nos vocais da música "Digital Ocean" música esta que foi a última participação de Warrel em vida como convidado de alguma banda. Esse trabalho, diferente do anterior, teve seu lançamento físico através da gravadora brasileira Hunter Records.
Atualmente, Fabio conta com um time de apoios e endorsers e usa Fretwraps da GruvGear, Jam Cases[1], palhetas Rafive[2] e amplificadores Eden[3]. Com a Luthieria Bela Vista, desenvolveu seu baixo custom, sendo seu principal instrumento. Com a Loud Factory[4], trabalha como baixista de estúdio, gravando para bandas. Através deste vínculo, ingressou em bandas como Trend Kill Ghosts, Furia Inc e Pressage.
Em 2023 lançou como baixista convidado pela Massacre Records o disco "Sign of the cross", da banda estadunidense Savage Grace, marcando o retorno da mesma após um hiato de 37 anos.

## Discografia

### Trend Kill Ghosts
- A Tribute to ´80s (Single, 2022)
- Poisoned Soul (Single, 2022)
- Until the sunrise again (CD, 2021)
- Phoenix (Single, 2021)

### Furia Inc.
- Light the fire (Single, 2019)
- RAW (CD, 2019)

### Warrel Dane
- As fast as the others (Single, 2018)
- Disconnection System (Single, 2018)
- Shadow Work (CD, 2018)

### Pressage
- Máscaras (Single, 2018)

### Instincted
- If (CD, 2017)
- Intensity (single, 2016)
- ...Is all that I am (EP, 2012)
- Undone (single, 2013)

### Skin Culture
- Murdernation/Modernation (EP, 2014)

### Addicted to Pain
- Queen of all lies (EP, 2013)

### Firefly Witch
- Firefly Witch (EP, 2009)

### Doomwarriors
- Ashes of Time (demo, 2007)

## Clipografia/Lyric Videos

### Soulhost
- Worn again (2017)
- Dro-me (2017)
- Uname you (2016)
- What cell dya want (2016)

### Instincted
- Undone (2012)
- Intensity (2016)

### Ravenland
- Last Waltz (2015)

### Shadowside
- Habitchual (2014)

### Addicted to Pain
- The Kings never dies (2014)

### SupreMa
- Fury and Rage (2013)

## Gravações avulsas/Participações

### Savage Grace
- Sign of the cross (CD, 2023)

### Black Swell
- The Higgs Boson (EP, 2020)
- Adrenochrome (EP, 2022)

### Laion Roberto
- A taste for mojo (CD, 2019)

### Pastore
- Phoenix Rising (2017)

### NoisyMind
- The March (2017)

### Eduardo Lira
- Aftermath (2017)

### Victoria
- Never say never (2016)

### Helyton Camargo
- Tomorrow´s gone (2016)

### Endigma
- Only one will stand (2015)

### Waterghost
- Story of a Child (2015)

### Isa Nielsen
- Synthetic Inoxia (2015)

### Final Disaster
- Finis Hominis (2015)

### A tribute to Helloween
- The Time of the Oath (2014)

### Friends of Rock Guitar - Vol. 3 - A tribute to Paulo Schroeber
- Heat Wave (track 20) (2014)

### Symphony Guitar - Vol.1
- Virtual Sex (2014)

### Orkhestra Project
- Time (single, 2008)

## Filmografia
- ...Is all bass I am (2013)